# Talang Benih
Talang Benih is een bestuurslaag in het regentschap Rejang Lebong van de provincie Bengkulu, Indonesië. Talang Benih telt 6519 inwoners (volkstelling 2010).